# Parafia Matki Boskiej Bolesnej w Goźlinie
Parafia Matki Boskiej Bolesnej w Goźlinie – Sanktuarium Matki Boskiej Bolesnej w Mariańskim Porzeczu – parafia rzymskokatolicka we wsi Mariańskie Porzecze. Prowadzą ją księża Marianie.
Parafia erygowana w 1801. Obecny kościół parafialny drewniany, wybudowany w 1776. Mieści się pod numerem 47.

## Zasięg parafii
Do parafii należą wierni mieszkający w miejscowościach: Mariańskie Porzecze, Goźlin Górny, Goźlin Mały, Gusin, Nieciecz, Ostrybór, Nowe Podole, Siedzów, Szymanowice Duże, Szymanowice Małe, Wicie, Tatarczysko i Kępa Podolska.